# زوراب خیزانیشویلی
زوراب خیزانیشویلی (گرجی: ზურაბ ხიზანიშვილი؛ زادهٔ ۶ اکتبر ۱۹۸۱) بازیکن فوتبال اهل گرجستان بود.
از باشگاه‌هایی که در آن بازی کرده‌است می‌توان به باشگاه فوتبال قیصریه‌اسپور، باشگاه فوتبال دینامو تفلیس، باشگاه فوتبال بلکبرن روورز، باشگاه فوتبال نیوکاسل یونایتد، باشگاه فوتبال ردینگ، باشگاه فوتبال شماخی، باشگاه فوتبال رنجرز، و باشگاه فوتبال داندی اشاره کرد.
وی همچنین در تیم‌های ملی فوتبال زیر ۲۱ سال گرجستان و گرجستان بازی کرده‌است.